# Getaria (Lapurdi)
Getaria (en francès i oficialment Guéthary) és un municipi d'Iparralde al territori de Lapurdi, que pertany administrativament al departament dels Pirineus Atlàntics (regió de la Nova Aquitània). Antic port especialitzat en la pesca balenera convertit en estació balneària i de la pràctica del surf, limita al nord amb Bidarte, al sud-oest amb Donibane Lohizune i al nord-oest amb el mar Cantàbric.

## Demografia
| 1901 | 1962 | 1968 | 1975 | 1982 | 1990 | 1999 |
| ---- | ---- | ---- | ---- | ---- | ---- | ---- |
| 649  | 1036 | 1034 | 965  | 1042 | 1105 | 1284 |
|      |      |      |      |      |      |      |

## Història
El far de Getaria, encara conservat sobre una atalaia, era utilitzat com lloc d'observació i localització de balenes i també de pirates. Quan es localitzaven els espècimens, els pescadors baixaven al port i embarcaven en traineres per a aproximar-se dels animals per al seu harponig. En cas d'atac de pirateria el poble es refugiava en l'interior, en la casa forta d'Ostalapia volta d'Ahetze, que també era un alberg per a pelegrins del Camí de Santiago. Des de mitjans del segle xx, Getaria s'ha convertit en una destinació turística per la seva estació balneària i la pràctica del surf.

## Patrimoni
- Església de Sant Nicolau, segle xii.
- Museu de Getaria : elements del període romà i obres de l'escultor Swiecinski juntament amb exposicions d'art contemporani.
- La passarel·la "Itsasoan" de l'arquitecte Godbarge (1927).
- El port pesquer, presenta una pronunciada inclinació que servia a l'arrossegament de les balenes.
- Monument als caiguts, de Maxime Real del Sarte.
- L'ajuntament, obra de Brana. Alberga una obra pictòrica d'Arrue, artista basc influenciat per l'art déco, a més d'altres representacions d'escenes basques en la sala d'honor Irintzina.
- La Capella de Parlementia, amb un enreixat per a separar en l'antiguitat als malalts leprosos, també alberg per a pelegrins del Camí francès de Santiago.

## Localitats agermanades
- Trois-Pistoles ( Canadà).